# Garsoenstraat
De Garsoenstraat is een straat in Brugge.

## Beschrijving
Deze korte straat heeft verschillende namen gekend. Zo heette ze rond 1500 Garsoenstraatje, rond 1575 Messincstraatje en na 1700 Jagersstraat. Die laatste naam werd in 1972 ingewisseld voor het oudere Garsoenstraat, omdat er al een Jagersstraat was op Sint-Michiels.
De oorsprong van elk van de namen is onbekend.